# Liste des mers et océans

Les étendues d'eau (~110) et océans (7) telles que définis par l'Organisation hydrographique internationales... Le projet de 4e édition, interrompu en 2002, en listait plus de 200.

Cette liste compile toutes les mers, golfes, baies et détroits de l'océan mondial que l'Organisation hydrographique internationale (OHI ; en anglais : International Hydrographic Organization, IHO) reconnaît comme tels depuis la publication spéciale S-23 Limites des océans et des mers — 3e édition, en 1953.
Si le découpage des mers et océans était à l'origine arbitraire, l'OHI propose actuellement des délimitations précises. Le premier texte de référence est la 1re édition de la publication spéciale no 23 Limites des océans et des mers publiée en 1928 ; celle-ci délimitait sept océans : l'Atlantique Nord, l'Atlantique Sud, le Pacifique Nord, le Pacifique Sud, l'océan Indien, l'océan Arctique ; et l'océan Austral. Sa 3e édition, publiée en 1953, est celle qui est officiellement en vigueur, faute d'accord entre les différents pays et acteurs depuis cette date pour une nouvelle édition. Elle est accompagnée de trois cartes : Carte mondiale ; Méditerranée ; Indonésie.
La définition de mers est plus subjective, car les grands golfes et les baies du Canada sont, certaines fois, considérés comme des mers. Le nombre de 57 mers est parfois avancé.
En France, le CNIG a défini en 2004 une nomenclature des espaces maritimes en collaboration avec le Shom, l'OHI, la CNT (IGN) et l'Insee. La Commission nationale de toponymie représente la France auprès du Groupe d'experts des Nations unies pour les noms géographiques (GENUNG).

## Découpage et hydronymie
Les océans Atlantique et Pacifique sont divisés au niveau de l'équateur en océans Atlantique nord et Atlantique sud et Pacifique nord et Pacifique sud. Chacun est à son tour découpé en mers, golfes, baies, détroits, etc. Il existe également des étendues d'eau salée prises à l'intérieur des continents, comme la mer Caspienne, la mer d'Aral, Grand Lac Salé ou encore la mer Morte. Mais, bien que certains soient nommés « mers » en raison de leur taille ou de leur salinité, ils ne sont pas à proprement parler des mers mais des lacs salés, puisqu'ils ne communiquent pas directement avec un océan.

« La troisième édition de cette publication a été établie, et, en général approuvée par la VIe Conférence hydrographique internationale en prenant en considération les propositions présentées aux diverses conférences hydrographiques internationales jusqu'à et y compris celle de 1952 et par certaines institutions scientifiques y compris le rapport de la sous-commission de l'association d'Océanographie physique sur les Critères et nomenclature des principales divisions des fonds océaniques, publié en 1940. 

Les limites proposées sont décrites au cours du texte et représentées sur trois croquis donnés à l'index ; elles ont été établies uniquement pour les besoins des services hydrographiques nationaux pour l'établissement de leurs instructions nautiques, avis aux navigateurs, etc, de manière à assurer que toute publication portant comme titre le nom d'un océan ou d'une mer, traite bien de la même région; on ne doit pas considérer ces limites comme représentant les résultats d'une recherche géographique approfondie; on a cependant tenu compte des résultats de diverses expéditions océanographiques, autant
que cela a été possible et, par conséquent nous formulons l'espoir que les délimitations ci-après puissent être acceptées par les océanographes. 

Ces limites n'ont aucune signification politique. 

Les détroits joignant deux mers ont été alloués à l'une d'entre elles conformément à la résolution adoptée par la Conférence hydrographique internationale tenue à Londres en 1919. Pour les limites, on s'est servi autant que possible de méridiens, de parallèles et de lignes loxodromiques. [...]

Les limites données pour les océans Arctique, Atlantique, Pacifique et Indien excluent les mers comprises dans chacun d'eux, dont les limites sont décrites par ailleurs dans la présente publication. Ceci conduit à une conformité générale avec les limites adoptées pour les avis aux navigateurs et pour les autres publications hydrographiques publiées spécialement. 

Les lignes de démarcation entre les océans Atlantique Nord et Pacifique Nord et les océans Atlantique Sud et Pacifique Sud sont données par l'équateur.
La limite sud-est entre l'océan Atlantique Sud et l'océan Pacifique Sud est le méridien du cap Horn (68" 04' W.).  

L'océan Austral ou océan Antarctique a été omis dans la présente publication, car la majorité des avis exprimés après la publication de la deuxième édition de cette publication en 1937, ont indiqué qu'il n'y avait pas de justification réelle pour appliquer le terme d'océan à cet ensemble maritime dont les limites septentrionales sont difficiles à établir étant donné leur variation saisonnière. On a par conséquent prolongé vers le Sud, jusqu'au continent Antarctique, les limites des océans Atlantique, Pacifique et Indien. 

En conséquence, les services hydrographiques qui éditent des publications séparées pour décrire cette zone, ont toute liberté pour choisir, à leur convenance, leurs limites septentrionales. (La Grande-Bretagne emploie la latitude de 55° Sud). »

— Préface à la troisième édition de Limites des Océans et des Mers (1953).

Dans cette dernière édition, l'océan Austral est donc inexistant car ses limites font l'objet de désaccords et n'ont pas été ratifiées à ce jour.

« L’océan Austral n’a pas toujours été reconnu. […] il disparaît en 1953 dans la troisième édition du texte de l’OHI. Depuis 2009, un groupe de travail s’occupe de mettre à jour ce texte, mais celui-ci n’a toujours pas été ratifié »

— Christian Grataloup et Vincent Capdepuy.
Un projet de quatrième édition est consultable en ligne, mais le processus d'approbation a été interrompu en septembre 2002. Il s'agissait uniquement d'un document de travail. L'édition projetée découpait le monde maritime ainsi :
1. Océan Atlantique nord et ses subdivisions (North atlantic ocean) ;
2. Mer Baltique et ses subdivisions (Baltic Sea) ;
3. Mer Méditerranée et ses subdivisions (Mediterranean region) ;
4. Océan Atlantique sud et ses subdivisions (South atlantic ocean) ;
5. Océan Indien et ses subdivisions (Indian ocean) ;
6. Mer de Chine méridionale et Mer de Chine orientale (South China & Eastern archipelagic seas) ;
7. Océan Pacifique nord et ses subdivisions (North pacific ocean) ;
8. Océan Pacifique sud et ses subdivisions (South pacific ocean) ;
9. Océan Arctique et ses subdivisions (Artic ocean) ;
10. Océan Austral et ses subdivisions (Southern ocean).

« This draft 4th edition of S-23 was developed from 1998 to 2002, based on the 1986 draft. It was submitted to IHO Member States in August 2002 for approval, but the voting process was interrupted by the IHB directing Committee in September 2002. It is a working document only. 

Ce projet de 4e édition de la S-23 a été élaboré de 1998 à 2002, sur la base du projet de 1986. Il a été soumis aux Etats membres de l'OHI en août 2002 pour approbation, mais le processus de vote a été interrompu par le comité de direction du BHI en septembre 2002. Il s'agit uniquement d'un document de travail. »

— Notice de la quatrième édition de Limites des Océans et des Mers (2002).

### Terminologie
De nombreux termes d'étendues d'eau sont utilisés de manière incohérente dans les noms de lieux ; en particulier les baies, les golfes, les canaux et les anses, qui peuvent être très grands ou très petits.
- Océan (en anglais : Ocean) — les 4 à 7 plus grandes masses d'eau sur Terre, qui portent toutes le mot « Océan » dans leur nom. Leurs frontières sont sujet à débats;
- Mer (en anglais : Sea) — elle a de nombreuses définitions[Note 1];
  - Division d'un océan, délimitée par des reliefs[10], des courants (cas particulier de la mer des Sargasses) ou des limites de latitude ou de longitude spécifiques. Cela inclut, sans toutefois s'y limiter, les mers marginales. C'est la définition utilisée pour cette liste;
  - Une mer marginale, ou mer fermée, est une division d'un océan, partiellement entourée d'îles, d'archipels ou de péninsules, adjacente ou largement ouverte à l'océan ouvert en surface, et/ou délimitée par des crêtes sous-marines au fond de la mer. Elle est synonyme de mer épicontinentale ou de mer bordière[11];
  - L'océan mondial : le droit de la mer stipule que la totalité de l'océan mondial est une « mer »[12],[13],[Note 2];
  - Toute grande étendue d'eau dont le nom contient « Mer », y compris les lacs, comme la Mer Caspienne et la Mer Morte, les deux plus grands lacs sans débouché maritime, nommés également « mers fermées » ;
- Lac (en anglais : Lake) —  une grande étendue d'eau entourée de terre. Dans le langage courant, c'est un concept assez flou ; les noms locaux donnés aux étendus d'eau par la population ne s'accordent pas toujours aux définitions officielles, et c'est souvent la grande taille ou une grande profondeur qui sont alors prises en compte. Un lac est ainsi plutôt plus grand et plus profond qu'un étang, lequel est plus grand et plus profond qu'une mare. La plupart sont constitués d'eau douce, mais certains sont salés.
- Fleuve — long cours d'eau aux nombreux affluents et au débit important se terminant le plus souvent dans une mer ou un océan ;
- Rivière (en anglais : River) — une étroite bande d’eau qui coule sur la terre d’une altitude plus élevée à une altitude plus basse;
- Affluent (en anglais : Tributary) — cours d'eau qui se jette dans un autre cours d'eau, plus important;
- Estuaire (en anglais : Estuary) — le morceau de rivière qui se jette dans la mer ou l'océan;
- Détroit (en anglais : Strait) — une zone d'eau étroite reliant deux zones d'eau plus larges, également parfois appelée passage ou encore canal;
- Passage, goulet d'étranglement (en anglais : Choke Point) — terme géopolitique et de stratégie militaire, on parle de « choke point » pour désigner un passage stratégique en matière de transports. Les passages clés pour le transport maritime sont les goulets d’étranglement, étroits, peu profonds, talons d’Achille de l’économie mondialisée. Ce sont des détroits ou des canaux qui s’accompagnent d’une limite de capacité des navires (canal de Panama, canal de Suez, détroit de Malacca, détroit d'Ormuz...).
- Fjord — une longue baie aux parois abruptes, généralement formée par un glacier;
- Canal (en anglais : Channel, Canal) — un cours d'eau créée par l'homme;
- Fjard — une grande eau libre entre des groupes d’îles, une dépression ou vallée glaciaire qui a un relief beaucoup plus faible qu'un fjord.. D'autres formes de bas relief qui ne sont associées qu'aux fjards tels que les vasières, les marais salants et les plaines inondables caractérisent davantage la différence entre les fjords et les fjards.
- Baie (en anglais : Bay) — terme générique ; bien que la plupart des fonctionnalités avec "Bay" dans le nom soient petites, certaines sont très grandes;
- Golfe (en anglais : Gulf) — une très grande baie, souvent une division de niveau supérieur d'un océan ou d'une mer[14];
- Anse (en anglais : Bight) — une petite baie qui est moins profonde;
- Bras de mer (en anglais : Sound) — une grande et large baie qui est généralement plus profonde qu'une baie ou un détroit;
- Littoral (en anglais : Cove) — une petite baie généralement abritée avec une entrée relativement étroite;
- Grau (en anglais : Inlet) — une baie étroite et longue semblable à une péninsule terrestre, mais adjacente à la mer;
- Polynie (en anglais : Polynia) — le moins utilisé de ces termes, une étendue d'eau entourée de glace.

## Les plus grandes étendues d'eau par superficie
Les étendues d'eau énumérées ci-dessous sont celles dépassant 10 000 km2. Pour les océans et les mers ouvertes, les sources peuvent donner des superficies variables en raison de l'imprécision des limites entre deux étendues d'eau, les données doivent donc être comprises comme des estimations.
1. Terre (superficie totale) – 510 067 420km2
2. Océan mondial – 361 220 420km2
3. Océan Pacifique –	165 250 000 km2
4. Océan Atlantique –	106 400 000 km2
5. Océan Indien –	73 556 000 km2
6. Océan Austral –	20 327 000 km2
7. Océan Arctique –	14 056 000 km2
8. Mer des Philippines –	5 000 000 km2
9. Mer d'Arabie –	3 600 000 km2
10. Mer de Chine méridionale –	3 500 000 km2
11. Mer des Sargasses –	3 500 000 km2
12. Mer Méditerranée –	2 969 000 km2
13. Mer de Weddell –	2 800 000 km2
14. Mer de Tasman –	2 331 000 km2
15. Golfe du Bengale –	2 172 000 km2
16. Mer de Béring –	2 000 000 km2
17. Mer des Caraïbes –	1 940 000 km2
18. Mer d'Okhotsk –	1 580 000 km2
19. Golfe du Mexique –	1 550 000 km2
20. Mer de Barents –	1 405 000 km2
21. Mer de Chine orientale –	1 249 000 km2
22. Baie d'Hudson –	1 230 000 km2
23. Mer du Groenland –	1 205 000 km2
24. Mer de Norvège –	1 100 000 km2
25. Mer de Bellingshausen –	1 000 000 km2
26. Mer du Japon –	978 000 km2
27. Mer de Ross –	958 000 km2
28. Mer de Sibérie orientale –	913 000 km2
29. Mer de Scotia –	900 000 km2
30. Mer de Kara –	880 000 km2
31. Mer de Bohai –	823 000 km2
32. Mer d'Andaman –	797 000 km2
33. Mer des Salomon –	720 000 km2
34. Mer d'Arafura –	700 000 km2
35. Mer de Banda –	695 000 km2
36. Mer des Laptev –	672 000 km2
37. Mer de Timor –	610 000 km2
38. Mer des Tchouktches –	595 000 km2
39. Mer du Nord –	575 000 km2
40. Mer Rouge –	450 000 km2
41. Mer de Beaufort –	450 000 km2
42. Mer Baltique –	432 800 km2
43. Mer Noire –	413 000 km2
44. Mer Jaune –	380 000 km2
45. Mer Caspienne – 371 000 km2
46. Mer de Sulu –	348 000 km2
47. Golfe de Thaïlande –	320 000 km2
48. Mer de Java –	310 000 km2
49. Mer de Célèbes –	280 000 km2
50. Mer Égée –	240 000 km2
51. Mer de Flores –	240 000 km2
52. Golfe du Saint-Laurent –	236 000 km2
53. Golfe Persique –	233 000 km2
54. Golfe de Gascogne –	225 000 km2
55. Mer Adriatique –	160 000 km2
56. Golfe de Californie – 	160 000 km2
57. Golfe du Tonkin – 	126 250 km2
58. Golfe de Botnie – 	117 000 km2
59. Mer d'Irlande – 	104 000 km2
60. Mer Blanche – 	95 000 km2
61. Mer d'Halmahera – 	95 000 km2
62. Lac Supérieur – 	82 414 km2
63. Mer de Botnie – 	79 000 km2
64. Manche – 	75 000 km2
65. Lac Victoria – 	69 485 km2
66. Lac Huron – 	59 596 km2
67. Lac Michigan – 	58 016 km2
68. Mer de Bali – 	45 000 km2
69. Mer de Bismarck – 	40 000 km2
70. Mer d'Azov –	37 600  km2
71. Lac Tanganyika – 	32 893 km2
72. Skagerrak – 	32 000 km2
73. Lac Baïkal – 	31 500 km2
74. Grand lac de l'Ours – 	31 080 km2
75. Lac Malawi – 	30 044 km2
76. Golfe de Finlande – 	29 500 km2
77. Mer d'Aral – 	28 687 km2
78. Grand Lac des Esclaves – 	28 930 km2
79. Lac Érié – 	25 719 km2
80. Lac Winnipeg – 	23 553 km2
81. Mer intérieure de Seto – 	23 203 km2
82. Kattegat – 	22 000 km2
83. Lac Ontario – 	19 477 km2
84. Lac Balkhach – 	18 428 km2
85. Lac Ladoga – 	18 130 km2
86. Golfe de Riga – 	18 000 km2
87. Mer de Seram – 	12 000 km2
88. Mer de Marmara – 	11 500 km2
89. Mer des Wadden – 	10 000 km2

### Dimensions des océans
| Océan      | Profondeur | Nom du point                               | Latitude   | Longitude   |
| ---------- | ---------- | ------------------------------------------ | ---------- | ----------- |
| Arctique   | 5 669 m    | Molloy Deep (détroit de Fram)              | 79,137 ° N | 2,817 ° E   |
| Atlantique | 8 408 m    | Axe de la fosse de Porto Rico              | 19,613 ° N | 67,847 ° W  |
| Indien     | 7 290 m    | Fosse de Java (point sans nom)             | 11,20 ° S  | 118,47 ° E  |
| Pacifique  | 10 925 m   | Challenger Deep (fosse des Mariannes)      | 11,332 ° N | 142,202 ° E |
| Austral    | 7 385 m    | Fosse des Sandwich du Sud (point sans nom) | 60,33 ° S  | 25,28 ° W   |

Les océans recouvrent environ 361 millions de kilomètres carrés. On trouve des estimations plus précises : 361 132 000 km2 ou 335 258 000 km2, soit 70,8 % de la surface du globe. Leur volume total atteint 1,37 milliard de kilomètres cubes et leur profondeur moyenne est de l'ordre de 3 700 à 3 800 mètres. Près de la moitié des eaux océaniques dépasse 3 000 m de profondeur ; le point le plus profond est la fosse des Mariannes, avec 11 020 m de profondeur. La masse volumique de l'eau de mer se situant entre 1 020 et 1 035 kg/m3, la masse totale des eaux océaniques est d'environ 1,4 × 1021 kg, soit 0,023 % de la masse totale de la Terre (et près de 2 % ou 1/50e de la masse de la Lune qui est de 7,3 × 1022 kg),.

## Tableau selon l'OHI
| Nº   | Localisation | Mer                                                   | Nº   | Localisation | Mer intérieure                  |
| ---- | ------------ | ----------------------------------------------------- | ---- | ------------ | ------------------------------- |
| 01.  |              | Mer Baltique                                          | 1a   |              | Golfe de Botnie                 |
|      | -            | -                                                     | 1b   |              | Golfe de Finlande               |
|      | -            | -                                                     | 1c   |              | Golfe de Riga                   |
| 02.  |              | Kattegat, Øresund et Belts (Petit Belt et Grand Belt) | -    | -            | -                               |
| 03.  |              | Détroit de Skagerrak                                  | -    | -            | -                               |
| 04.  |              | Mer du Nord                                           | -    | -            | -                               |
| 05.  |              | Mer du Groenland                                      | -    | -            | -                               |
| 06.  |              | Mer de Norvège                                        | -    | -            | -                               |
| 07.  |              | Mer de Barents                                        | -    | -            | -                               |
| 08.  |              | Mer Blanche                                           | -    | -            | -                               |
| 09.  |              | Mer de Kara                                           | -    | -            | -                               |
| 10.  |              | Mer des Laptev                                        | -    | -            | -                               |
| 11.  |              | Mer de Sibérie orientale                              | -    | -            | -                               |
| 12.  |              | Mer des Tchouktches                                   | -    | -            | -                               |
| 13.  |              | Mer de Beaufort                                       | -    | -            | -                               |
| 14.  |              | Passage du Nord-Ouest                                 | -    | -            | -                               |
| -    | -            | -                                                     | 14A. |              | Baie de Baffin                  |
| 15.  |              | Détroit de Davis                                      | -    | -            | -                               |
| -    | -            | -                                                     | 15A  |              | Mer du Labrador                 |
| 16.  |              | Baie d'Hudson                                         | -    | -            | -                               |
| 16A. |              | Détroit d'Hudson                                      | -    | -            | -                               |
| 17.  |              | Océan Arctique                                        | -    | -            | -                               |
| 17A  |              | Mer de Lincoln                                        | -    | -            | -                               |
| 18.  |              | Mers intérieures de la côte ouest de l'Écosse         | -    | -            | -                               |
| 19.  |              | Mer d'Irlande et canal Saint-Georges                  | -    | -            | -                               |
| 20.  |              | Canal de Bristol                                      | -    | -            | -                               |
| 21   |              | Manche                                                | -    | -            | -                               |
| 22.  |              | Golfe de Gascogne                                     | -    | -            | -                               |
| 23.  |              | Océan Atlantique Nord                                 | -    | -            | -                               |
| 24   |              | Golfe du Saint-Laurent                                | -    | -            | -                               |
| 25.  |              | Baie de Fundy                                         | -    | -            | -                               |
| 26.  |              | Golfe du Mexique                                      | -    | -            | -                               |
| 27   |              | Mer des Caraïbes                                      | -    | -            | -                               |
| 28   |              | Mer Méditerranée                                      | 28A  |              | Bassin occidental méditerranéen |
| -    | -            | -                                                     | 28B  |              | Bassin oriental méditerranéen   |
|      | -            | -                                                     | 28a  |              | Détroit de Gibraltar            |
|      | -            | -                                                     | 28b  |              | Mer d'Alboran                   |
|      | -            | -                                                     | 28c  |              | Mer des Baléares                |
|      | -            | -                                                     | 28d  |              | Mer de Ligurie                  |
|      | -            | -                                                     | 28e  |              | Mer Tyrrhénienne                |
|      | -            | -                                                     | 28f  |              | Mer Ionienne                    |
|      | -            | -                                                     | 28g  |              | Mer Adriatique                  |
|      | -            | -                                                     | 28h  |              | Mer Égée                        |
| 29   |              | Mer de Marmara                                        | -    | -            | -                               |
| 30   |              | Mer Noire                                             | -    | -            | -                               |
| 31   |              | Mer d'Azov                                            | -    | -            | -                               |
| 32   |              | Océan Atlantique Sud                                  | -    | -            | -                               |
| 33   |              | Río de la Plata                                       | -    | -            | -                               |
| 34   |              | Golfe de Guinée                                       | -    | -            | -                               |

| Nº  | Localisation | Mer                                          | Nº  | Localisation | Mer intérieure       |
| --- | ------------ | -------------------------------------------- | --- | ------------ | -------------------- |
| 35  |              | Golfe de Suez                                | -   | -            | -                    |
| 36  |              | Golfe d'Aqaba                                | -   | -            | -                    |
| 37  |              | Mer Rouge                                    | -   | -            | -                    |
| 38  |              | Golfe d'Aden                                 | -   | -            | -                    |
| 39  |              | Mer d'Arabie                                 | -   | -            | -                    |
| 40  |              | Golfe d'Oman                                 | -   | -            | -                    |
| 41  |              | Golfe Persique                               | -   | -            | -                    |
| 42  |              | Mer des Laquedives                           | -   | -            | -                    |
| 43  |              | Golfe du Bengale                             | -   | -            | -                    |
| 44  |              | Mer d'Andaman                                | -   | -            |                      |
| 45  |              | Océan Indien                                 | -   | -            | -                    |
| -   | -            | -                                            | 45A |              | Canal du Mozambique  |
| 46  |              | Détroits de Malacca et de Singapour          | -   | -            | -                    |
| -   | -            | -                                            | 46a |              | Détroit de Malacca   |
| -   | -            | -                                            | 46b |              | Détroit de Singapour |
| 47  |              | Golfe de Thaïlande                           | -   | -            | -                    |
| 48  |              | Archipel des Indes Orientales                | 48a |              | Mer de Sulu          |
|     | -            | -                                            | 48b |              | Mer de Célèbes       |
|     | -            | -                                            | 48c |              | Mer des Moluques     |
|     | -            | -                                            | 48d |              | Golfe de Tomini      |
|     | -            | -                                            | 48e |              | Mer de Halmahera     |
|     | -            | -                                            | 48f |              | Mer de Ceram         |
|     | -            | -                                            | 48g |              | Mer de Banda         |
|     | -            | -                                            | 48h |              | Mer d'Arafura        |
|     | -            | -                                            | 48i |              | Mer du Timor         |
|     | -            | -                                            | 48j |              | Mer de Flores        |
|     | -            | -                                            | 48k |              | Golfe de Boni        |
|     | -            | -                                            | 48l |              | Mer de Bali          |
|     | -            | -                                            | 48m |              | Détroit de Makassar  |
|     | -            | -                                            | 48n |              | Mer de Java          |
|     | -            | -                                            | 48o |              | Mer de Savu          |
| 49  |              | Mer de Chine méridionale                     | -   | -            | -                    |
| 50  |              | Mer de Chine orientale                       | -   | -            | -                    |
| 51  |              | Mer Jaune                                    | -   | -            | -                    |
| 52  |              | Mer du Japon                                 | -   | -            | -                    |
| 53. |              | Mer intérieure de Seto                       | -   | -            | -                    |
| 54. |              | Mer d'Okhotsk                                | -   | -            | -                    |
| 55. |              | Mer de Béring                                | -   | -            | -                    |
| 56  |              | Mer des Philippines                          | -   | -            | -                    |
| 57  |              | Océan Pacifique nord                         | -   | -            | -                    |
| 58  |              | Golfe d'Alaska                               | -   | -            | -                    |
| 59  |              | Eaux côtières de l'AK du Sud-Est et de la CB | -   | -            | -                    |
| 60  |              | Golfe de Californie                          | -   | -            | -                    |
| 61  |              | Océan Pacifique sud                          | -   | -            | -                    |
| 62  |              | Grande Baie australienne                     | -   | -            | -                    |
| -   | -            | -                                            | 62A |              | Détroit de Bass      |
| 63  |              | Mer de Tasman                                | -   | -            | -                    |
| 64  |              | Mer de Corail                                | -   | -            | -                    |
| 65  |              | Mer des Salomon                              | -   | -            | -                    |
| 66. |              | Mer de Bismarck                              | -   | -            | -                    |

## Mers et étendues d'eau par océan

### Océan Atlantique

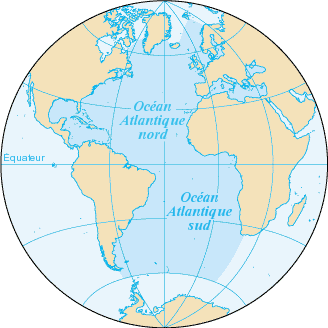
Océan Atlantique

L'OHI découpe l'océan Atlantique en les mers, golfes et détroits suivants. Les limites données pour les océans Atlantique Nord et Sud excluent les mers comprises dans chacun d’eux.

« Les lignes de démarcation entre les océans Atlantique Nord et Pacifique Nord et les océans Atlantique Sud et Pacifique Sud sont données par l’équateur.  La limite sud-est entre l’océan Atlantique Sud et l’océan Pacifique Sud est le méridien du Cap Horn (67° 17’ W.) »

— Bureau hydrographique international de l'OHI.
- Mer Baltique :
  - Baie de Gdańsk ;
  - Baie de Botnie ;
  - Golfe de Botnie ;
  - Mer de Botnie ;
  - Golfe de Finlande ;
  - Golfe de Riga ;
- Mer du Nord ;
  - Mer des Wadden ;
  - Kattegat ;
  - Skagerrak ;
  - Zuiderzee ;
  - IJsselmeer ;
- Mer Cantabrique ;
- Mer d'Écosse ;
- Golfe de Gascogne ;
- Mer d'Irlande ;
  - Canal Saint-Georges ;
- Manche ;
- Mer Celtique ;
  - Mer d'Iroise ;
- Golfe du Saint-Laurent ;
- Baie de Fundy ;
  - Canal de Bristol ;
- Mer Méditerranée (subdivisée en bassins occidental et oriental) :
  - Mer Adriatique ;
  - Mer d'Alboran ;
  - Mer des Baléares (ou mer Ibérique) ;
  - Golfe de Corinthe ;
  - Mer de Crète ;
  - Mer Égée ;
  - Golfe de Gabès ;
  - Golfe de Gênes
  - Détroit de Gibraltar ;
  - Mer Ionienne ;
  - Bassin Levantin ;
  - Mer de Libye ;
  - Mer de Ligurie ;
  - Golfe du Lion ;
  - Mer de Myrto ;
  - Mer de Sardaigne ;
  - Mer de Sicile ;
  - Canal de Sicile ;
  - Golfe Saronique ;
  - Golfe de Syrte ;
  - Golfe Thermaïque;
  - Mer de Thrace ;
  - Mer Tyrrhénienne ;
  - Golfe de Venise ;
- Mer de Marmara ;
- Mer Noire (subdivisée en bassins occidental et oriental) :
  - Mer d'Azov ;
- Golfe du Mexique ;
- Mer des Caraïbes (ou mer des Antilles) ;
- Golfe de Guinée ;
- Río de la Plata ;
- Mer d'Argentine ;

En plus de ces mers, les dénominations suivantes sont communes :
- Mer des Hébrides ;
- Mer d'Irminger ;
- Mer d'Iroise ;
- Mer des Sargasses ;

### Océan Arctique

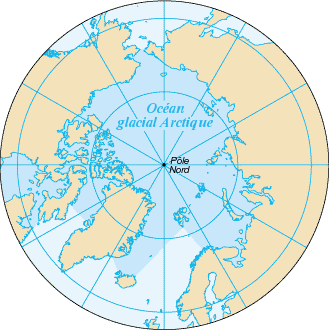
Océan Arctique

L'OHI découpe l'océan Arctique en les mers, golfes et détroits suivants :
- Mer de Barents
- Mer de Beaufort
- Mer Blanche
- Golfe de Boothia
- Bassin de Foxe
- Mer de Norvège
- Mer du Groenland
- Baie d'Hudson et détroit d'Hudson
  - Baie James
- Mer de Kara
  - Golfe de l'Ob
- Mer du Labrador
- Mer des Laptev
- Mer de Lincoln
- Mer de McKinley
- Mer de Melville
- Passage du Nord-Ouest
- Mer du Prince-Gustave-Adolphe
- Golfe de la Reine-Maud
- Mer de Sibérie orientale
- Mer des Tchouktches
- Mer de Wandel

### Océan Austral

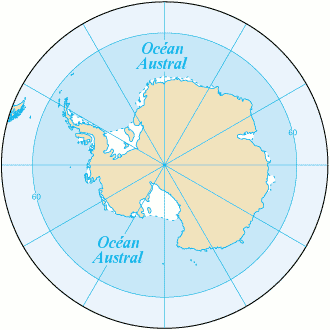
Océan Antarctique

L'Océan antarctique n'apparait pas dans la 3e édition valide de l'OHI, toutefois il l'était dans la 2e (1937) et est à nouveau présent dans les projets de révisions de cette liste entamés à la fin du XXe siècle, où il est découpé en les mers, golfes, baies et détroits suivants :
- Mer d'Amundsen
  - Baie de Sulzberger
- Mer de Bellingshausen
- Mer des Cosmonautes
- Mer de Davis
- Mer de l'Entente (ou de la Coopération ou Mackenzie)
- Mer de Lazarev
- Mer de Mawson
- Mer de Riiser Larsen
- Mer du Roi Haakon VII
- Mer de Ross
- Mer de Scotia
- Mer Dumont-d'Urville
- Mer de Weddell
- Mer de Somov

En plus de ces mers, on peut également citer :
- Passage de Drake
- Plateforme de glace de Ross (500 809 km²)
- Plateforme de glace de Filchner-Ronne (443 140 km²)
- Plateforme de glace d'Amery (60 654 km²)
- Plateforme de glace de Larsen (48 600 km²)
- Plateforme de glace de Riiser-Larsen (43 450 km²)
- Plateforme de glace de Fimbul (40 843 km²)
- Plateforme de glace de Shackleton (33 820 km²)
- Plateforme de glace de George VI (23 880 km²)
- Plateforme de glace Ouest (16 370 km²)
- Plateforme de glace de Wilkins (13 680 km²)

### Océan Indien

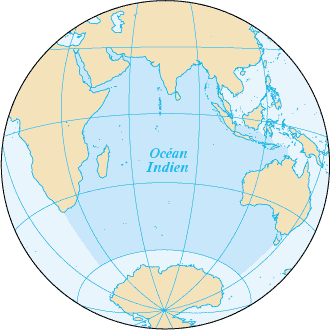
Océan Indien

L'OHI découpe l'océan Indien en les mers, golfes et détroits suivants :
- Mer Rouge
  - Golfe d'Aqaba
  - Golfe de Suez
- Golfe d'Aden
- Golfe Persique
- Golfe d'Oman
- Mer d'Arabie
  - Golfe de Kutch
  - Golfe de Cambay
- Mer des Laquedives
- Golfe du Bengale
- Mer d'Andaman (ou de Birmanie)
  - Golfe de Martaban
- Canal du Mozambique
- Grande Baie australienne
- Détroit de Bass
- Mer de Timor
- Mer d'Arafura
  - Golfe de Carpentarie

### Océan Pacifique

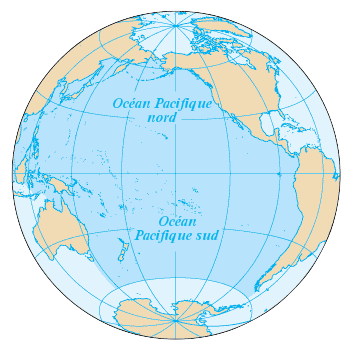
Océan Pacifique

L'OHI découpe l'océan Pacifique en les mers, golfes et détroits suivants. Les limites données pour les océans Pacifique Nord et Sud excluent les mers comprises dans chacun d’eux.

« Les lignes de démarcation entre les océans Atlantique Nord et Pacifique Nord et les océans Atlantique Sud et Pacifique Sud sont données par l’équateur. La limite sud-est entre l’océan Atlantique Sud et l’océan Pacifique Sud est le méridien du cap Horn (67° 17’ W.) »

— Bureau hydrographique international de l'OHI.
- Détroit de Malacca
- Détroit de Singapour
- Mer de Chine méridionale
- Golfe du Tonkin
- Golfe de Thaïlande
- Mers de l'archipel indonésien :
  - Mer de Banda
  - Mer de Bali
  - Golfe de Boni
  - Mer de Célèbes
  - Mer de Flores
  - Mer de Halmahera
  - Mer de Java
  - Détroit de Makassar
  - Mer des Moluques
  - Mer de Savu
  - Mer de Seram (ou Ceram)
  - Mer de Sibuyan
  - Mer de la Sonde
  - Mer de Sulu (ou Jolo)
  - Golfe de Tomini
  - Mer de Visayan
- Mer de Bohol
- Mer de Chine orientale
- Mer Jaune
  - Mer de Bohai
  - Golfe de Corée
- Mer du Japon
- Mer intérieure de Seto
- Mer d'Okhotsk
- Mer des Philippines
- Mer de Béring
  - Golfe d'Anadyr
- Golfe d'Alaska
- Eaux côtières du sud-est de l'Alaska et de Colombie-Britannique
- Golfe de Californie (Mer de Cortés)
- Mer des Salomon
- Mer de Bismarck
- Mer de Corail
- Mer de Tasman

En plus de ces mers, on peut également citer :
- Mer d'Amakusa
- Mer d'Ariake (ou baie d'Ariake)
- Mer de Luçon
- Mer de Mindanao
- Mer des Camotes
- Mer d'Hibiki
- Mer de Hyūga
- Mer de Koro
- Mer de Yatsushiro

### Par ordre alphabétique
| A | - Océan Arctique - Océan Austral - Océan Atlantique - Mer d'Amakusa - Mer d'Amundsen - Mer Adriatique - Mer d'Alboran - Mer d'Andaman (ou de Birmanie) - Mer d'Arabie - Mer d'Arafura - Mer d'Aral - Mer d'Argentine - Mer d'Ariake (ou baie d'Ariake) - Mer d'Azov - Golfe d'Aden - Golfe d'Alaska - Golfe d'Anadyr - Golfe d'Aqaba                                                    | C         | - Mer des Camotes - Mer Cantabrique - Mer des Caraïbes (ou mer des Antilles) - Mer Caspienne - Mer de Célèbes - Mer Celtique - Baie de Charcot - Mer de Chine méridionale - Mer de Chine orientale - Mer de la Coopération - Mer de Corail - Mer des Cosmonautes - Mer de Crète - Golfe de Californie - Golfe de Cambay - Golfe de Carpentarie - Golfe de Chelikhov - Golfe de Corée - Golfe de Corinthe | I J K L | - Océan Indien - IJsselmeer - Mer Ionienne - Mer d'Irlande - Mer d'Irminger - Mer d'Iroise - Baie James - Mer du Japon - Mer Jaune - Mer de Java - Kattegat - Mer de Kara - Mer de Koro - Mer du Labrador - Mer des Laptev - Mer des Laquedives - Mer de Lazarev - Mer du Levant - Mer de Libye - Mer Ligurienne - Mer de Lincoln - Golfe du Lion - Mer de Luçon | P Q R S       | - Océan Pacifique - Mer des Philippines - Mer du Prince-Gustave-Adolphe - Golfe Persique - Baie de la Petchora - Golfe de la Reine-Maud - Mer de Riiser Larsen - Mer du Roi Haakon VII - Mer de Ross - Mer Rouge - Río de la Plata - Mer des Salomon - Mer de Sardaigne - Mer des Sargasses - Mer de Savu - Mer de Scotia - Mer de Seram (ou Ceram) - Mer intérieure de Seto - Mer de Sibérie orientale - Mer de Sibuyan - Mer de Sicile - Mer de la Sonde - Mer de Somov - Mer de Sulu (ou Jolo) - Skagerrak - Détroit de Singapour - Golfe du Saint-Laurent - Canal de Suez - Canal Saint-Georges - Canal de Sicile |
| B | - Mer de Baffin - Mer des Baléares (ou mer Ibérique) - Mer de Bali - Mer Baltique - Mer de Banda - Mer de Barents - Mer de Beaufort - Mer de Bellingshausen - Mer de Bering - Mer de Bismarck - Mer Blanche - Mer de Bohai - Mer de Bohol - Mer de Botnie - Baie de Botnie - Canal de Bristol - Détroit de Bass - Golfe du Bengale - Golfe de Bone - Golfe de Boothia - Golfe de Botnie | D E F G H | - Mer de Davis (ou détroit de Davis) - Mer d'Écosse - Mer Égée - Mer de l'Entente (ou Mackenzie) - Mer de Flores - Golfe de Finlande - Baie de Fundy - Bassin de Foxe - Mer du Groenland - Détroit de Gibraltar - Golfe de Gabès - Golfe de Gascogne - Golfe de Guinée - Mer d'Halmahera - Mer des Hébrides - Mer d'Hibiki - Baie d'Hudson et détroit d'Hudson                                           | M N O   | - Détroit de Makassar - Détroit de Malacca - Manche - Mer de Marmara - Golfe de Martaban - Mer de Mawson - Mer de Mc Kinley - Mer Méditerranée - Mer de Melville - Golfe du Mexique - Mer de Mindanao - Mer des Moluques - Canal du Mozambique - Mer de Myrto - Mer Noire - Mer du Nord - Mer de Norvège - Passage du Nord-Ouest - Golfe de l'Ob - Golfe d'Oman  | T U V W X Y Z | - Mer de Tasman - Mer des Tchouktches - Mer de Timor - Mer Tyrrhénienne - Golfe de Thaïlande - Golfe Thermaïque - Golfe de Tomini - Golfe du Tonkin - Golfe de Tunis - Mer d'Urville - Golfe de Venise - Mer de Visayan - Mer de Wandel - Mer des Wadden - Mer de Weddell - Mer de Yatsushiro - Zuiderzee |